# Ловатан
Ловатан (фр. Lovatens) — громада  в Швейцарії в кантоні Во, округ Бруа-Вюлі.

## Географія
Громада розташована на відстані близько 55 км на південний захід від Берна, 25 км на північний схід від Лозанни.
Ловатан має площу 3,5 км², з яких на 3,7% дозволяється будівництво (житлове та будівництво доріг), 78,4% використовуються в сільськогосподарських цілях, 17,9% зайнято лісами, 0% не є продуктивними (річки, льодовики або гори).

## Демографія
2019 року в громаді мешкало 136 осіб (-3,5% порівняно з 2010 роком), іноземців було 5,9%. Густота населення становила 39 осіб/км².
За віковим діапазоном населення розподілялося таким чином: 17,6% — особи молодші 20 років, 61% — особи у віці 20—64 років, 21,3% — особи у віці 65 років та старші. Було 60 помешкань (у середньому 2,3 особи в помешканні).